# Округ Страфорд (Њу Хемпшир)
Страфорд (енгл. Strafford County) је округ у америчкој савезној држави Њу Хемпшир.

## Демографија
По попису из 2010. године број становника је 123.143, што је 10.91 (9,7%) становника више него 2000. године.
| Група             | 2000.           | 2010.           |
| Белци             | 107.364 (95,7%) | 114.210 (92,7%) |
| Афроамериканци    | 702 (0,6%)      | 1.242 (1,0%)    |
| Азијати           | 1.560 (1,4%)    | 3.191 (2,6%)    |
| Хиспаноамериканци | 1.155 (1,0%)    | 2.201 (1,8%)    |
| Укупно            | 112.233         | 123.143         |